# Villanova Truschedu
Villanova Truschedu (sardisk: Biddanòa Truschèdu) er en by og en kommune (comune) i provinsen Oristano i regionen Sardinien i Italien. Byen ligger i 56 meters højde og har 305 indbyggere (2016). Kommunen har et areal på 16,61 km² og grænser til kommunerne Fordongianus, Ollastra, Paulilatino og Zerfaliu.